# ثقب سكاربا
في الفك العلوي، في أحيان كثيرة، يوجد ثقبين (قناتين) إضافيين في الخط الأوسط من الناتئ الحنكي للفك العلوي، يسميان «ثقبي سكاربا»، ومن خلالهما يمر العصب الأنفي الحنكي، حيث يمر الأيسر من الثقب الأمامي والأيمن من الثقب الخلفي.

## وصلات خارجية
- synd/2927 على قاموس من سمى هذا؟